# 李曰池
李曰池（？—17世紀），字浴咸，號中宜，江西撫州府臨川縣人，明朝、南明政治人物。

## 生平
李曰池於崇禎六年（1633年）江西鄉試第二十五名舉人，崇禎十年（1642年）成進士，因父喪回鄉。崇禎十三年（1640年），授鎮江推官，處理案件必定查核清楚才判決。崇禎十五年（1642年），主持鄉試，取錄袁國梓、陸嘉運、吳國龍等時下名士，不久攝金壇縣知縣缺屬，清查縣內貪腐，清理溢額三千五百兩。次年（1643年）考績，李曰池獲取第一，但由於北京失陷無法行取。
弘光帝繼位，馬士英曾以吏部職位相誘未果，因此改授禮部主事，轉浙江道監察御史，辭官回鄉。
李曰池個性坦白，經常說：「充無欲害人之心，行可以告天之事。」。

## 家族
曾祖李昭，祖父李如瓉，増生；父李馥扬，增生。